# EXtensible Access Control Markup Language
eXtensible Access Control Markup Language (XACML) ist ein XML-Schema, das die Darstellung und Verarbeitung von Autorisierungs-Policies standardisiert.
Der vom OASIS-Konsortium definierte Standard dient dazu, Regeln aufzustellen, durch deren Auswertung der Zugriff von Subjekten auf Ressourcen eines Systems gesteuert werden kann. Version 2.0 wurde von der Standardisierungs-Organisation OASIS im Februar 2005 ratifiziert.
Version 3.0 wurde im August 2010 ratifiziert. Wesentliche Neuerungen sind die Möglichkeit, Rechte zu delegieren, und erweiterte Möglichkeiten, die Anwendbarkeit von Zugriffsregeln zu spezifizieren.

## Alternative
- WS-SecurityPolicy